# Sandcoleidae
De Sandcoleidae zijn een familie van uitgestorven muisvogels. De soorten uit deze familie leefden in het Paleoceen en Eoceen in Noord-Amerika en Europa.

## Indeling
De familie Sancoleidae omvat de volgende soorten:
- Anneavis anneae - Green River-formatie, Verenigde Staten
- Botauroides parvus - Bridger-formatie, Verenigde Staten
- Eoglaucidium pallas - Grube Messel, Duitsland
- Sandcoleus copiosus - Willwood-formatie, Verenigde Staten
- Tsidiiyazhi abini - Nacimiento-formatie, Verenigde Staten

## Kenmerken
De Sandcoleidae waren omnivore muisvogels met lijsterachtige snavels, robuuste poten en roofvogelachtige klauwen.